# Kinderhookpladerne
Kinderhookpladerne var en samling af seks små, klokkeformede messingstykker med underlige indgraveringer, som man påstod var blevet fundet i 1843 i en indiansk begravelsesplads i nærheden af Kinderhook, Illinois.
Ifølge Wilbur Fugate var pladerne forsigtigt blevet lavet af ham selv og to andre mænd (Bridge Whitten og Robert Wiley) fra Kinderhook, som ville afprøve Joseph Smiths (grundlæggeren af mormonismen) troværdighed. Ifølge de forskellige mormontrossamfund (undtagen Kristi Samfund) blev Mormons Bog oprindeligt oversat til engelsk af Joseph Smith fra en optegnelse af hellige tekster skrevet på gyldne plader af indianernes forfædre, som han fandt i et hul i højen Cumorah.

## Den påståede opdagelse
D. 16. april 1843 begyndte Robert Wiley, en handelsmand bosat i Kinderhook, at grave dybt ned i midten af en indiansk gravhøj nær byen. Det blev rapporteret i avisen Quincy Whig, at grunden til Wileys pludselige interesse i arkæologi var, at han tre dage i træk havde drømt en drøm, om at der var en skat begravet i højen. Til at begynde med udførte han udgravningen alene, og nåede at grave ca. 10 fod ned, før han stoppede, da han syntes det var for hårdt et arbejde. D. 23. april vendte han tilbage med en gruppe af 10 eller 12 mænd, som skulle hjælpe ham. Snart nåede de et kalkstenslag, som så ud til at være blevet forkullet af ild. 2 fod længere nede fandt de forbrændte menneskeknogler og 6 klokkeformede messingplader, som hver især havde et hul i den smalle ende og en ring, som gik gennem dem alle og var lukket med to klapper. En af udgraverne, W.P. Harris, tog pladerne med sig hjem og vaskede dem og behandlede dem derefter med svovlsyre. Da pladerne var rene, så de, at de var dækket med mærkelige tegn, som lignede hieroglyffer.
Pladerne blev kortvarigt udstillet i byen og så sendt videre til Joseph Smith, grundlæggeren af mormonismen. 20 år tidligere, d. 22. september 1823, påstod Smith, at han havde fundet nogle guldplader under lignende omstændigheder, som han ifølge mormonsk tro oversatte til Mormons Bog. De, der angiveligt fandt Kinderhookpladerne, og den brede offentlighed var ivrige efter at vide, om Smith også ville være i stand til at oversætte symbolerne på disse nyfundne Kinderhookplader. Times and Seasons, en mormonsk udgivelse, påstod, at fundet af Kinderhookpladerne bestyrkede Mormons Bogs autenticitet.

## Joseph Smiths svar
Joseph Smiths private sekretær William Clayton skrev, at da Smith modtog pladerne, anmodede han om at få sit Hebrew Bible & Lexicon, formentlig fordi han ville forsøge at oversætte pladerne via den traditionelle metode, i modsætning til hvordan han ellers oversatte vha. en seersten eller via direkte åbenbaring. D. 1. maj skrev Clayton i sin dagbog:
"Jeg har set 6 messingplader...dækket med 30 til 40 antikke tegn på hver side af pladerne. Præst J. [Joseph Smith] har oversat en del af tegnene og siger, at de beskriver historien om den person, som de blev fundet med, og han er en efterkommer af ham gennem Farao, Ægyptens konges lænder, og at han modtog sit kongerige fra himlens og jordens hersker".
Den mormonske History of the Church fortæller også, at Smith sagde følgende:
"Jeg har oversat en del af pladerne og har fundet ud af at de indeholder historien om den person hvorved de blev fundet. Han er en efterkommer af Ham, gennem Farao kongen af Ægyptens lænder, og at han modtog hans kongerige fra himlens og jordens hersker".
Smith citerede Kinderhookpladerne på et kort, han tegnede over Moronis rejse til Cumorahøjen.

## Genopdagelse, analyse og klassificering som svindel
Man antog at Kinderhookpladerne var forsvundet, men i årtier udgav Mormonkirken genoptryk af Kinderhookpladerne i sin officielle History of the Church. I 1920 kom en af pladerne dog i besiddelse af Chicago History Museum. I 1966 blev denne tilbageværende plade undersøgt på Brigham Young University. Indgraveringerne svarede præcist til dem, der var på genoptrykkene, men de havde endnu ikke fastlagt, hvorvidt der var tale om den oprindelige plade eller en senere kopi.
Selvom der var ringe bevis for, hvorvidt Kinderhookpladerne var antikke eller nyere fremstillinger, var der nogle af Mormonkirkens ledere, som troede, at de var ægte. I 1979 skrev mormonapostlen Mark E. Petersen en bog kaldet Those Gold Plates!. I første kapitel beskriver Peterson forskellige antikke kulturer, som havde skrevet på metalplader. Derefter påstod Peterson: "Der er også Kinderhookpladerne, fundet i Amerika og nu i Chicago Historical Museums besiddelse. Der har været uenighed omkring disse plader og deres indgraveringer, men de fleste eksperter er enige om, at de er antikke."
I 1980 undersøgte professor D. Lynn Johnson fra Department of Materials Science and Engineering ved Northwestern University den resterende plade. Han benyttede sig af mikroskopi og forskellige scanningsenheder og fastslog en gang for alle, at metallets styrke og sammensætning tydeligt beviste, at pladen var blevet lavet i det 19. århundrede, og mere vigtigt, at han fandt spor af nitrogen i form af salpetersyre i pladens ætsede riller. Dette stemmer overens med det, der blev sagt i brevet fra 1879 til James T. Cobb, hvori Wilbur Fugate tilstår, at der var tale om en forfalskning: "Wiley og jeg lavede hieroglyfferne ved at lave bivoksaftryk, som vi fyldte med syre, som vi derefter puttede på pladerne. Da vi var færdige, dækkede vi dem med rust lavet af salpetersyre, gammelt jern og bly, hvorefter vi bandt dem sammen med en jernramme og dækkede dem dernæst fuldstændigt med rust". Ifølge Fugate, havde Wiley lagt pladerne i bunden af hullet han havde gravet i højen, før han hentede de andre for at de kunne bevidne fundet.
Dertil fandt Johnson beviset for, at lige nøjagtig denne plade var blandt de plader, som Joseph Smith og andre af de første mormoner undersøgte, og ikke en senere kopi. Et af trækkene ved pladen var tilstedeværelsen af små render i overfladen forårsaget af et hexagonalt formet værktøj. Johnson bemærkede, at en af disse render var blevet tolket som et slag i et af tegnene. Hvis pladen fra Chicago Historical Museum havde været en kopi lavet ud fra genoptrykkene i History of the Church, ville dette slag i dette tegn være blevet ætset lige som resten af tegnene. Han konkluderede, at denne plade var den selvsamme, som Joseph Smith undersøgte, at den ikke var antik, og at den var blevet fremstillet ved ætsning og ikke ved indgravering.
I 1981 udgav Mormonkirken i deres officielle blad en artikel, hvor de skrev, at pladen var en forfalskning. I artiklen påstod forfatteren, at der ikke var noget bevis for, at Joseph Smith havde gjort noget forsøg på at oversætte Kinderhookpladerne: "Der er intet bevis på, at profeten Joseph Smith nogensinde spurgte Gud til råds mht. Kinderhookpladerne, ligesom han gjorde mht. Mormons Bog og Abrahams Bog".